# Устрен
У̀стрен е село в Южна България. То се намира в община Джебел, област Кърджали.

## География
Село Устрен се намира в планински район в Източните Родопи. Намира се на 11 км югозападно от град Джебел. Климатът е преходно-средиземноморски. Почвите са еродирали канелено-горски.

## История
- Основно училище
- Читалище „Дружба“, основано през 1971 г.

## Население
Преброяване на населението през 2011 г.
Численост и дял на етническите групи според преброяването на населението през 2011 г.:
|                     | Численост | Дял (в %) |
| Общо                | 230       | 100,00    |
| Българи             | 0         | 0,00      |
| Турци               | 216       | 93,91     |
| Цигани              | 0         | 0,00      |
| Други               | 0         | 0,00      |
| Не се самоопределят | 0         | 0,00      |
| Неотговорили        | 0         | 0,00      |

## Културни и природни забележителности
- На 4 км южно от селото се намира средновековната крепост Устра. За да се стигне до нея, от селото се хваща пътя за Златоград. Последните 1,5 км се вървят пеш по планинска пътека.

## Родени
- Неджми Ниязи Али – депутат от ДПС, кмет на Джебел